# Знаменский район (Орловская область)
Зна́менский район — административно-территориальная единица (район) и муниципальное образование (муниципальный район) в Орловской области России.
Площадь — 817,1 км².
Население — 4253 чел. (2023).
Административный центр — село Знаменское.

## География
Район расположен в северо-западной части области. Граничит на северо-востоке с Болховским, на юго-востоке с Орловским, на юге Урицким и на юго-западе с Хотынецким районами Орловской области, на северо-западе с Калужской областью.
Время
Знаменский район, как и вся Орловская область, находится в часовой зоне МСК (московское время). Смещение применяемого времени относительно UTC составляет +3:00.

### Климат
Климат района умеренно—континентальный (в классификации Кёппена — Dfb). Удалённость от моря и  взаимодействующие между собой северо-западные океанические и восточные континентальные массы воздуха определяют характер погоды. Зима умеренно прохладная. Периодически похолодания меняются оттепелями. Лето неустойчивое, со сменяющимися периодами сильной жары и прохлады.
Атмосферные осадки выпадают в умеренном количестве, по месяцам распределяются неравномерно — наибольшее их количество выпадает в летнее время.
Водные ресурсы
Основные реки — Нугрь, Вытебеть.

## История
- 30 июля 1928 года был образован Узкинский район с центром в селе Узкое в составе Орловского округа Центрально-Чернозёмной области.
- 5 августа 1929 года центр Узкинского района был перенесён в село Знаменское, а район переименован в Знаменский.
- 25 сентября 1930 года район был упразднён, его территория вошла в состав Болховского района.
- 18 января 1935 года Знаменский район был восстановлен уже в составе Курской области.
- 27 сентября 1937 года район вошёл в состав вновь образованной Орловской области.
- 9 февраля 1963 года район был вновь ликвидирован, его территория вошла в состав  Хотынецкого района
- 23 августа 1985 года Знаменский район был второй раз восстановлен за счёт разукрупнения Хотынецкого района и Красниковского сельсовета Болховского района[4]..

## Население
| 1959   | 1989  | 2002  | 2009  | 2010  | 2012  | 2013  | 2014  | 2015  |
| ------ | ----- | ----- | ----- | ----- | ----- | ----- | ----- | ----- |
| 19 802 | ↘6510 | ↘6458 | ↘5940 | ↘5016 | ↘4894 | ↘4766 | ↘4691 | ↘4586 |
| 2016   | 2017  | 2018  | 2019  | 2020  | 2021  | 2023  |       |       |
| ↘4579  | ↘4495 | ↘4478 | ↘4435 | ↘4402 | ↘4283 | ↘4253 |       |       |

### Национальный состав
По итогам переписи населения 2020 года проживали следующие национальности (национальности менее 0,1 % и другое, см. в сноске к строке «Другие»):
| Национальность | Численность, чел. | Доля     |
| -------------- | ----------------- | -------- |
| Русские        | 3704              | 86,48 %  |
| Азербайджанцы  | 87                | 2,03 %   |
| Армяне         | 22                | 0,51 %   |
| Чеченцы        | 16                | 0,37 %   |
| Украинцы       | 14                | 0,33 %   |
| Даргинцы       | 10                | 0,23 %   |
| Грузины        | 10                | 0,23 %   |
| Агулы          | 10                | 0,23 %   |
| Аварцы         | 5                 | 0,12 %   |
| Другие         | 405               | 9,47 %   |
| Итого          | 4283              | 100,00 % |

Конфессиональный состав
Большинство населения считает себя православными. Есть также мусульмане.

## Административно-муниципальное устройство
Знаменский район в рамках административно-территориального устройства включает 7 сельсоветов.
В рамках организации местного самоуправления на территории района созданы 7 муниципальных образований со статусом сельских поселений:
| № | Муниципальное образование        | Административный центр | Количество населённых пунктов | Население (чел.) | Площадь (км²) |
| - | -------------------------------- | ---------------------- | ----------------------------- | ---------------- | ------------- |
| 1 | Глотовское сельское поселение    | село Гнездилово        | 15                            | ↘358             | 88            |
| 2 | Ждимирское сельское поселение    | село Ждимир            | 8                             | ↘289             | 66            |
| 3 | Знаменское сельское поселение    | село Знаменское        | 13                            | ↗2202            | 136,6         |
| 4 | Коптевское сельское поселение    | село Коптево           | 21                            | ↘353             | 159           |
| 5 | Красниковское сельское поселение | село Красниково        | 8                             | ↘310             | 125           |
| 6 | Селиховское сельское поселение   | село Селихово          | 9                             | ↗389             | 93            |
| 7 | Узкинское сельское поселение     | село Узкое             | 20                            | ↘352             | 149,5         |

## Населённые пункты
В Знаменском районе 94 населённых пункта.
| №  | Населённый пункт   | Тип     | Население | Муниципальное образование        |
| -- | ------------------ | ------- | --------- | -------------------------------- |
| 1  | Анникова           | деревня | 1         | Узкинское сельское поселение     |
| 2  | Бельдино           | деревня | 35        | Ждимирское сельское поселение    |
| 3  | Богдановка         | деревня | 0         | Узкинское сельское поселение     |
| 4  | Большая Михайловка | деревня | 1         | Узкинское сельское поселение     |
| 5  | Бортновский        | посёлок | 0         | Коптевское сельское поселение    |
| 6  | Булгакова          | деревня | 0         | Глотовское сельское поселение    |
| 7  | Булгаково          | деревня | 1         | Красниковское сельское поселение |
| 8  | Бургова            | деревня | 1         | Коптевское сельское поселение    |
| 9  | Бутырки            | деревня | 1         | Узкинское сельское поселение     |
| 10 | Валяевка           | деревня | 0         | Селиховское сельское поселение   |
| 11 | Весёлая Жизнь      | посёлок | 1         | Коптевское сельское поселение    |
| 12 | Волобуева          | деревня | #Н/Д      | Глотовское сельское поселение    |
| 13 | Волоченька         | деревня | 7         | Глотовское сельское поселение    |
| 14 | Ворошилово         | деревня | ↘137      | Знаменское сельское поселение    |
| 15 | Высокинский        | посёлок | 1         | Узкинское сельское поселение     |
| 16 | Высокое            | деревня | 7         | Узкинское сельское поселение     |
| 17 | Вытебеть           | посёлок | 9         | Коптевское сельское поселение    |
| 18 | Вязовая            | деревня | 0         | Узкинское сельское поселение     |
| 19 | Гаврилова          | деревня | 7         | Глотовское сельское поселение    |
| 20 | Глотово            | село    | 25        | Глотовское сельское поселение    |
| 21 | Гнездилово         | село    | ↘342      | Глотовское сельское поселение    |
| 22 | Городище           | деревня | 81        | Знаменское сельское поселение    |
| 23 | Густоварь          | село    | 0         | Селиховское сельское поселение   |
| 24 | Дерлово            | деревня | 21        | Узкинское сельское поселение     |
| 25 | Егерский-I         | посёлок | 0         | Коптевское сельское поселение    |
| 26 | Егерский-II        | посёлок | 0         | Коптевское сельское поселение    |
| 27 | Егорьевское        | деревня | 13        | Знаменское сельское поселение    |
| 28 | Елёнка             | посёлок | 7         | Коптевское сельское поселение    |
| 29 | Ждимир             | село    | ↘327      | Ждимирское сельское поселение    |
| 30 | Жидкое             | село    | 25        | Знаменское сельское поселение    |
| 31 | Заикино            | деревня | 0         | Ждимирское сельское поселение    |
| 32 | Знаменское         | село    | ↘1699     | Знаменское сельское поселение    |
| 33 | Зуевка             | деревня | 0         | Узкинское сельское поселение     |
| 34 | Ивановский         | посёлок | 0         | Селиховское сельское поселение   |
| 35 | Ивановское         | деревня | 60        | Знаменское сельское поселение    |
| 36 | Ивлева             | деревня | 1         | Коптевское сельское поселение    |
| 37 | Исаевка            | деревня | 6         | Коптевское сельское поселение    |
| 38 | Казаковка          | посёлок | 1         | Красниковское сельское поселение |
| 39 | Каменка            | деревня | 0         | Коптевское сельское поселение    |
| 40 | Камынино           | деревня | 34        | Знаменское сельское поселение    |
| 41 | Китаева            | деревня | 7         | Глотовское сельское поселение    |
| 42 | Кокорево           | деревня | 6         | Селиховское сельское поселение   |
| 43 | Коптево            | село    | ↘172      | Коптевское сельское поселение    |
| 44 | Кореево            | деревня | 0         | Узкинское сельское поселение     |
| 45 | Корентяева         | деревня | 8         | Красниковское сельское поселение |
| 46 | Коробецкое         | деревня | 1         | Узкинское сельское поселение     |
| 47 | Коротеево          | деревня | 16        | Знаменское сельское поселение    |
| 48 | Коськово           | деревня | 1         | Глотовское сельское поселение    |
| 49 | Кофаново           | деревня | 0         | Ждимирское сельское поселение    |
| 50 | Красниково         | село    | ↘320      | Красниковское сельское поселение |
| 51 | Кузьминка          | деревня | 18        | Знаменское сельское поселение    |
| 52 | Липовка            | деревня | 0         | Красниковское сельское поселение |
| 53 | Локно              | село    | ↘226      | Знаменское сельское поселение    |
| 54 | Малая Михайловка   | деревня | 1         | Узкинское сельское поселение     |
| 55 | Михайловка         | деревня | ↘104      | Знаменское сельское поселение    |
| 56 | Муратово           | село    | 13        | Селиховское сельское поселение   |
| 57 | Мымрино            | село    | ↘155      | Узкинское сельское поселение     |
| 58 | Низино             | деревня | 10        | Узкинское сельское поселение     |
| 59 | Нововеденский      | посёлок | 0         | Ждимирское сельское поселение    |
| 60 | Орлов              | посёлок | 0         | Селиховское сельское поселение   |
| 61 | Павловские хутора  | деревня | 1         | Селиховское сельское поселение   |
| 62 | Паньшина           | деревня | 25        | Коптевское сельское поселение    |
| 63 | Перькова           | деревня | 0         | Глотовское сельское поселение    |
| 64 | Пешкова            | деревня | ↘117      | Коптевское сельское поселение    |
| 65 | Пискулинка         | деревня | 52        | Узкинское сельское поселение     |
| 66 | Плеханово          | деревня | 7         | Узкинское сельское поселение     |
| 67 | Подымова           | деревня | 6         | Коптевское сельское поселение    |
| 68 | Покровский         | посёлок | 1         | Глотовское сельское поселение    |
| 69 | Покровское         | село    | 31        | Коптевское сельское поселение    |
| 70 | Прилепы            | деревня | 15        | Ждимирское сельское поселение    |
| 71 | Просвет            | посёлок | 0         | Коптевское сельское поселение    |
| 72 | Рагозина           | деревня | 0         | Глотовское сельское поселение    |
| 73 | Разбегаевка        | деревня | 11        | Глотовское сельское поселение    |
| 74 | Ракитная           | деревня | 14        | Узкинское сельское поселение     |
| 75 | Реутово            | деревня | 11        | Красниковское сельское поселение |
| 76 | Рыдань             | деревня | 6         | Коптевское сельское поселение    |
| 77 | Саморядова         | деревня | 8         | Глотовское сельское поселение    |
| 78 | Сафоновский        | посёлок | 37        | Знаменское сельское поселение    |
| 79 | Селихово           | село    | ↘451      | Селиховское сельское поселение   |
| 80 | Сенки              | деревня | 0         | Коптевское сельское поселение    |
| 81 | Слободка           | деревня | 12        | Глотовское сельское поселение    |
| 82 | Слободка           | посёлок | 37        | Коптевское сельское поселение    |
| 83 | Сорокино           | деревня | 1         | Узкинское сельское поселение     |
| 84 | Столбчее           | село    | 1         | Красниковское сельское поселение |
| 85 | Узкое              | село    | ↘136      | Узкинское сельское поселение     |
| 86 | Успенский          | посёлок | 15        | Глотовское сельское поселение    |
| 87 | Фроловский         | посёлок | 0         | Ждимирское сельское поселение    |
| 88 | Хомяково           | деревня | 1         | Коптевское сельское поселение    |
| 89 | Хотетова           | деревня | 31        | Коптевское сельское поселение    |
| 90 | Цветок             | посёлок | 0         | Селиховское сельское поселение   |
| 91 | Чёрное             | село    | 14        | Знаменское сельское поселение    |
| 92 | Чеховский          | посёлок | 0         | Ждимирское сельское поселение    |
| 93 | Шкова              | деревня | 1         | Узкинское сельское поселение     |
| 94 | Ячное              | село    | 1         | Красниковское сельское поселение |

Упразднённые населённые пункты:
- 2004 год — деревня Липовка Ждимирского сельсовета, деревни Филоново и поселок Красное Знамя Селиховского сельсовета, деревни Сизенки и Карытинка Коптевского сельсовета, деревня Крутица Красниковского сельсовета, деревня Красильникова Знаменского сельсовета[27].

## Транспорт
Дороги Знаменского района имеют разную классификацию. Основными являются региональные дороги:
- 54К-3 Болхов — Р120
- 54К-16 Орёл — Знаменское

## Люди, связанные с районом
- Переверзев Иван Фёдорович (1914—1978) — актёр театра и кино, народный артист СССР (1975).
- Хитрово́ Влади́мир Никола́евич (26 декабря 1878 года (7 января 1879 года), Петербург, — 7 июля 1949, Омск) — русский геоботаник, флорист, фенолог, краевед, доктор биологических наук. Организовал общество исследования природы Орловской губернии (1905), Муратовскую ботаническую базу (отдел ботаники Шатиловской сельскохозяйственной станции — 1919), заповедник «Галичья гора» (1925). Участвовал в организации Киевской (1913) и Новозыбковской (1916) сельскохозяйственных опытных станций, Орловского педагогического института (с 1921 профессор).
- Тихонов Алексей Петрович (12 февраля 1907, Болховский уезд (ныне Знаменский район), деревня Сизенки — 28 января 1978, Пятигорск) — командир 23-го отдельного моторизованного понтонно-мостового батальона (47-я армия, 1-й Украинский фронт, майор. Указом Президиума Верховного Совета СССР от 3 июня 1944 года за образцовое выполнение боевых заданий Командования на фронте борьбы с немецкими захватчиками и проявленные при этом отвагу и геройство присвоено звание Героя Советского Союза с вручение ордена Ленина и медали «Золотая Звезда».
- Зюганов Геннадий Андреевич — советский и российский политический деятель, председатель КПРФ. Депутат Государственной Думы Федерального Собрания всех созывов.